# Eratoneura stannardi
Eratoneura stannardi är en insektsart som först beskrevs av Hepner 1967.  Eratoneura stannardi ingår i släktet Eratoneura och familjen dvärgstritar. Inga underarter finns listade i Catalogue of Life.